# Pistola F. Ascaso
La F. Ascaso era una pistola semiautomatica disegnata e prodotta in Catalogna durante la guerra civile spagnola. Il suo nome deriva dall'anarcosindicalista Francisco Ascaso Abadía. Era una copia dell'Astra 400, ma con una qualità inferiore, anche se aveva un buon design.
La produzione di armi iniziò nel 1937, rivolta alle milizie anarchiche. Complessivamente ne vennero fabbricate tra le 5.000 e le 8.000 unità.